# Tõnu Tõniste
Tõnu Tõniste (Tallinn, 26 aprile 1967) è un ex velista estone, fino al 1991 sovietico.
Ha vinto due medaglie olimpiche, entrambe gareggiando con il fratello gemello Toomas Tõniste.

## Palmarès

### Olimpiadi
- 2 medaglie:
  - 1 argento (Seul 1988 nella classe 470[1])
  - 1 bronzo (Barcellona 1992 nella classe 470[2])